# Fundación PWG
La Fundación PWG para la preservación de espacios residenciales y comerciales asequibles en la ciudad de Zurich es una fundación de derecho público sin fines de lucro de la ciudad de Zurich con personalidad jurídica propia. El objetivo es mantener y crear espacios residenciales y comerciales asequibles en la ciudad de Zurich.
La Fundación PWG gestiona más de 2.000 apartamentos y 324 espacios comerciales en 179 propiedades con un valor de inversión de alrededor de 999,9 millones de francos suizos. Las casas permanecen en la cartera de la Fundación PWG (ni venta ni especulación). Al comprar una propiedad, los inquilinos residentes pueden quedarse en los mismos términos y condiciones.

## Objeto de la fundación
Las actividades de la Fundación PWG incluyen la adquisición, alquiler, mantenimiento, renovación y construcción de propiedades. El espacio residencial y comercial que la fundación adquiera o construya debe ser económico.
El Mietzinse Dependen de la ubicación y de la propiedad (edificio antiguo, edificio nuevo, comodidad, etc.). La Fundación PWG no quiere ofrecer alquileres muy bajos a un grupo de población limitado, sino a cada vez más personas que buscan vivienda. Los alquileres de la Fundación PWG están un tercio por debajo de la media del mercado, como confirma periódicamente la consultora Wüest Partner.
El ámbito de actividad se limita a la ciudad de Zurich.

## Historia
Una iniciativa popular llevó a la fundación de la Fundación PWG. Esta fue una reacción de la Partido Socialdemócrata (SP) al acalorado mercado inmobiliario, que limitó la oferta y provocó un aumento de los alquileres. La iniciativa, presentada el 20 de enero de 1982, pedía la creación de una fundación con un capital de 50 millones de francos suizos para mantener espacios residenciales y comerciales asequibles. Las propiedades adquiridas o de nueva creación deben quedar definitivamente alejadas de la especulación.

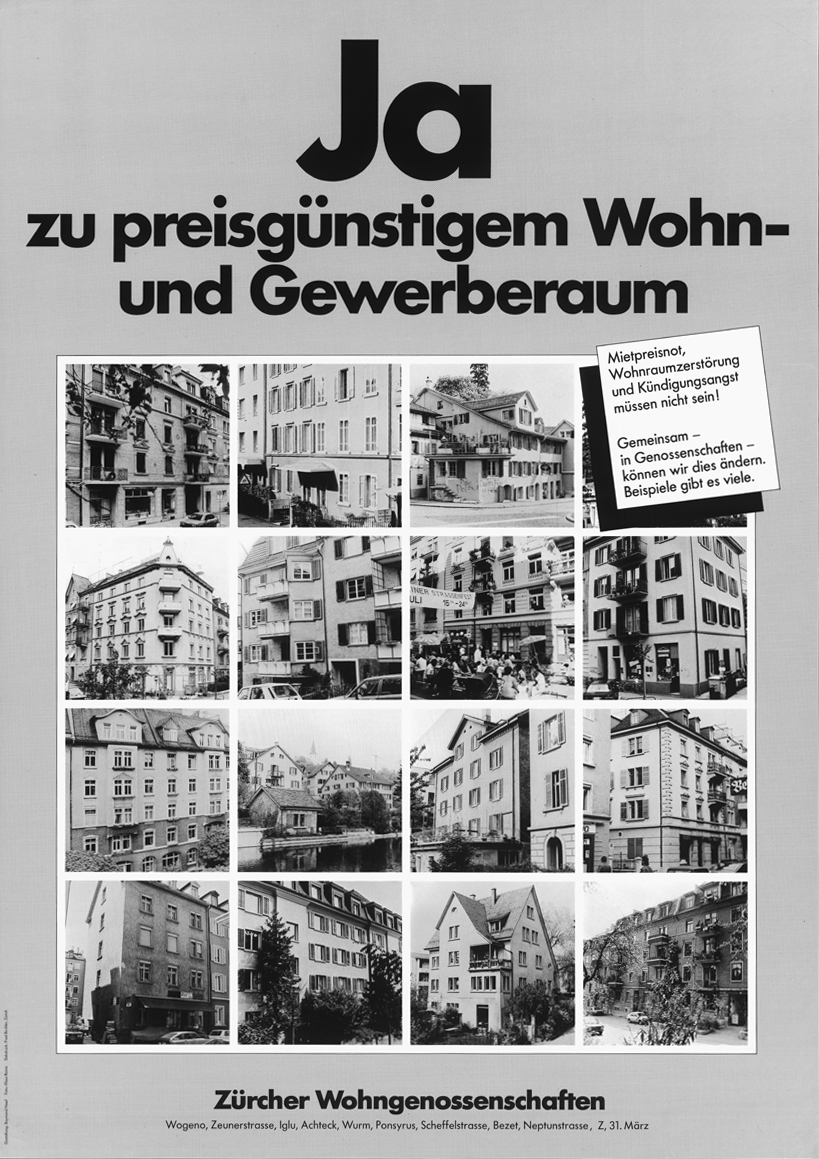
Las cooperativas de vivienda hicieron campaña por la fundación de la Fundación PWG con un cartel en la campaña electoral.

El ayuntamiento remitió la iniciativa popular al ayuntamiento el 7 de abril de 1982 para informe y solicitud. Como resultado, a petición del ayuntamiento el 30 de enero de 1985, el ayuntamiento decidió recomendar a los votantes rechazar la iniciativa. Sin embargo, el electorado de Zurich aceptó la iniciativa el 9 de junio de 1985 con un voto afirmativo del 51,1% (50.331 sí frente a 48.178 no).
Luego hubo resistencia al resultado de la votación por parte de los círculos civiles. El 26 de junio de 1985, varios votantes presentaron una queja ante el consejo de distrito contra los resultados de la votación y exigieron la derogación del referéndum. Básicamente, se quejaron de que la fundación contradecía el código municipal, las normas cantonales sobre el presupuesto municipal, la libertad de comercio y la ley de promoción de la construcción de viviendas.
El consejo de distrito aprobó la denuncia, tras lo cual el SP de la ciudad de Zurich la remitió al consejo de gobierno. Después de que su perito llegó a la misma conclusión, el SP llevó el caso al Tribunal Federal (Tribunal Federal (Suiza))]. En sentencia de 14 de diciembre de 1988, este tribunal revocó la decisión del consejo de gobierno y devolvió el asunto para una nueva decisión. Este fue aprobado el 16 de agosto de 1989, lo que significó que el resultado del referéndum del 9 de junio de 1985 fue válido.
Después de un proceso legal que duró años, el consejo local decidió el 7 de febrero de 1990 establecer y emitir los estatutos de la fundación y el 18 de abril eligió a los primeros 19 miembros de la junta directiva de la fundación, incluido el presidente Andi Hoppler. La inscripción se realizó en el registro mercantil el 5 de septiembre del mismo año.

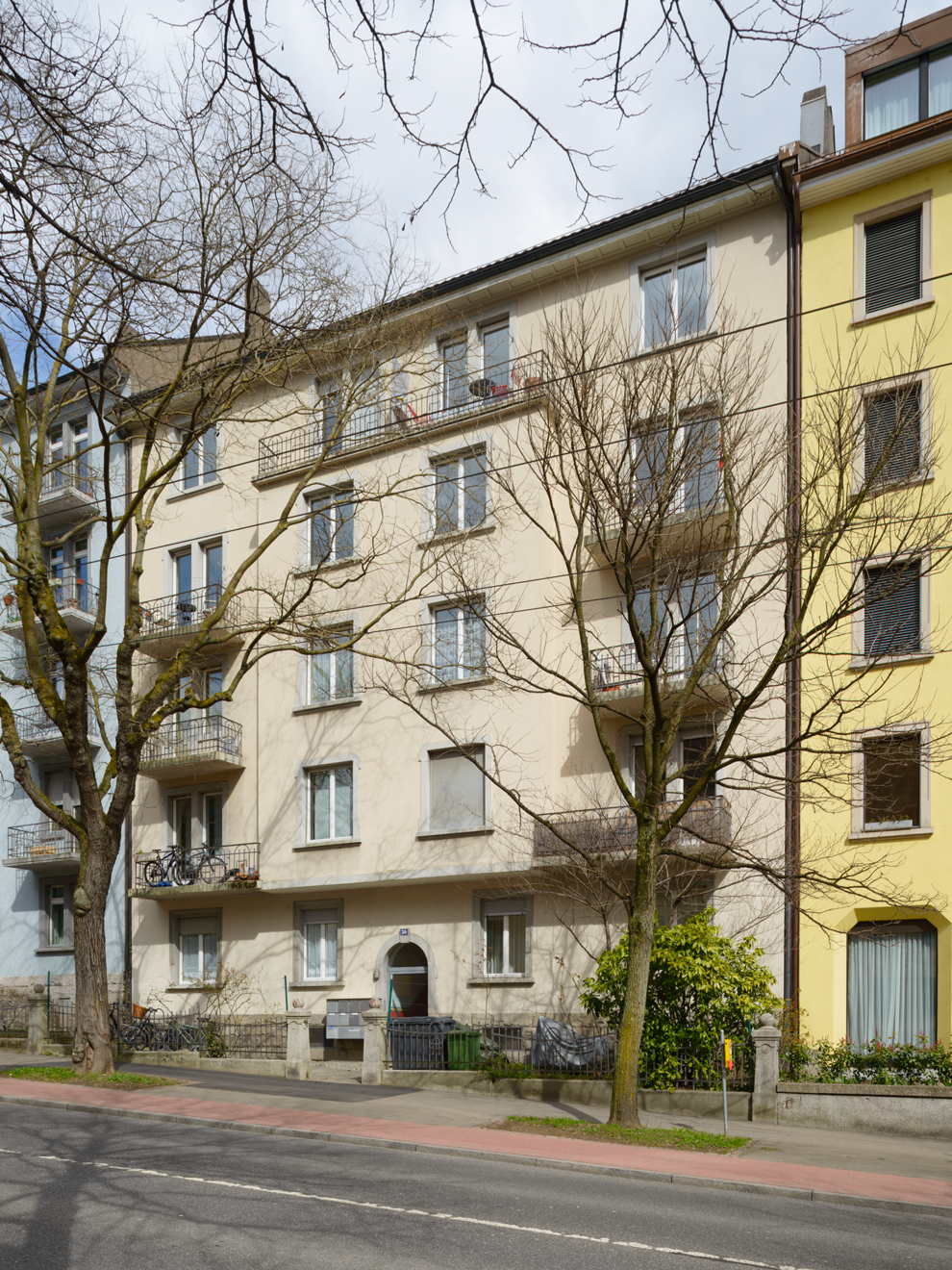
El 22 de mayo de 1991, la Fundación PWG adquirió su primera propiedad, Kornhausstrasse 30.

La fundación ha mostrado un crecimiento constante desde que inició operaciones en 1991. Hasta la fecha, ha adquirido hasta once propiedades cada año, a menudo en competencia con otros posibles compradores. Debido a su práctica de alquiler social, goza de especial simpatía entre los vendedores de propiedades, que desean que las relaciones de alquiler existentes se mantengan sin cambios.
Andi Richiger se convirtió en el primer director general a finales de 1991. A principios de 1996 Adrian Rehmann asumió la dirección de la oficina. Sus 14 años de actividad se caracterizaron por una ampliación de la cartera inmobiliaria y la profesionalización del despacho. A mediados de 2010 cedió la dirección a Jürg Steiner.
En febrero de 2013, el miembro fundador Andi Hoppler anunció su dimisión como presidente de la Fundación PWG. El abogado había desempeñado esta función desde la fundación de la fundación. El ayuntamiento de Zúrich eligió como su sucesor a Ueli Keller. El arquitecto de la ETH, que tiene una amplia experiencia en la construcción de viviendas sin ánimo de lucro y como político en el consejo municipal y cantonal de Zúrich, asumió el cargo en julio de 2013.
En el primer cuarto de siglo de actividad, casi triplicó el capital fundacional (147 millones de francos suizos): a finales de 2015, la administración interna gestionaba 133 inmuebles con 1.557 apartamentos y 299 locales comerciales (36.985 m2). “La Fundación PWG pertenece a la ciudad de Zurich al igual que la ETH, el Zoo, el Sechseläuten y el Luxemburgerli”, dijo Ciudad Concejal Daniel Leupi en su discurso en la celebración del aniversario en 2015.
El 26 de agosto de 2020, la Fundación PWG publicó el libro “¡Compre tantas casas como pueda!” en Zúrich Salis Verlag. Está dedicado a cuestiones de desarrollo urbano y examina la historia de la Fundación PWG. El concepto de contenido proviene de la autora Gina Bucher, del director de comunicación de PWG, Kornel Ringli, y de Marco Walser, que también fue responsable de los gráficos en su estudio “Elektrosmog”.
Con motivo del 30 cumpleaños en 2020, la Fundación PWG convocó un concurso de fotografía entre los inquilinos, en el que participaron 202 inquilinos. Por el mismo motivo instaló en 30 propiedades un total de 50 llamados hoteles de abejas. Las ayudas para la nidificación de las abejas silvestres deben contribuir a la biodiversidad. Como proyecto adicional de aniversario, la Fundación PWG marca sus propiedades con una placa de acero y esmalte. Fue diseñado por “m—d—buero” después de un concurso entre tres estudios. El evento del 30 aniversario previsto para septiembre no pudo realizarse debido a las medidas contra la Pandemia de Covid-19 impuestas por la Oficina Federal de Salud Pública (BAG). En cambio, la Fundación PWG entregó a los invitados vales para un restaurante en una propiedad de PWG. A cierre de 2020 gestionaba 159 inmuebles con 1.919 apartamentos y 320 locales comerciales.
A finales de enero de 2021, la Fundación PWG realizó la mayor adquisición de su historia. Compró a SRG SSR un inmueble de oficinas en Zurich-Seebach, en Schärenmoosstrasse 115, 117, y en los próximos años lo convertirá en un espacio habitable asequible.
El 1 de abril de 2022, Andreas Gysi asumió la dirección. Reemplazó a Jürg Steiner, quien se jubiló. Durante su mandato como director general, la fundación siguió adquiriendo propiedades periódicamente, pero la actividad de construcción se aceleró.

## Actividad de negocios
La fundación alquila sus locales residenciales y comerciales siguiendo criterios ecológicos (normas de ocupación), económicos (ingresos y patrimonio) y sociales (emergencias, referencia vecinal, etc.). "Nos esforzamos por lograr una mezcla social y un vecindario intacto/bueno es importante para nosotros", dice en la declaración de misión. La ocupación mínima por apartamento es la regla “número de residentes” más uno es igual a “número de habitaciones”.
La Fundación PWG no es una cooperativa porque no es necesario suscribir certificados de acciones para alquilar una propiedad residencial o comercial. No hay lista de espera. En la página web de la Fundación PWG y en la prensa diaria de Zúrich encontrará información sobre las propiedades en alquiler disponibles.

## Proyectos de construcción más grandes
La fundación diseña nuevos edificios, así como proyectos de conversión y renovación. Su declaración de misión dice: "Construimos y renovamos de forma sostenible, sin lujos, con materiales y sistemas operativos respetuosos con el medio ambiente". La Fundación PWG siempre ha adjudicado sus contratos de construcción y planificación en concursos de arquitectura.
- Remodelación de Nidelbadstrasse 6, 8: la fundación PWG realizó su primer gran proyecto de construcción en el año 2000, cuando estaba en Wollishofen La antigua fábrica de puros Weber se convirtió en un espacio residencial y comercial. La Fundación PWG alquila 23 apartamentos y 481 m2 de espacio comercial en el edificio comercial de los años 30.
- Nuevo edificio Förrlibuckstrasse 224, 226: Junto con la joven cooperativa de construcción Kraftwerk, se construyó la fundación PWG Zürich-West un desarrollo con 100 apartamentos. 20 de ellos pertenecen a la Fundación PWG. La arquitectura viene de la arquitectura  Stücheli Architekten mit Bünzli Courvoisier.
- mini|rechts|En 1999, la Fundación PWG adquirió una fábrica de pintura en desuso en Albisriederstrasse 182, 184 y la transformó en un espacio residencial y comercial.Umnutzung Albisriederstrasse 182, 184: Auch in Albisrieden entstand 2003 nach Plänen des Architekturbüros architektick Tina Arndt & Daniel Fleischmann Nuevo espacio residencial y comercial de una antigua fábrica. Para aprovechar al máximo las reservas de utilización, los arquitectos proyectaron nuevas estructuras con un llamativo revestimiento de aluminio.

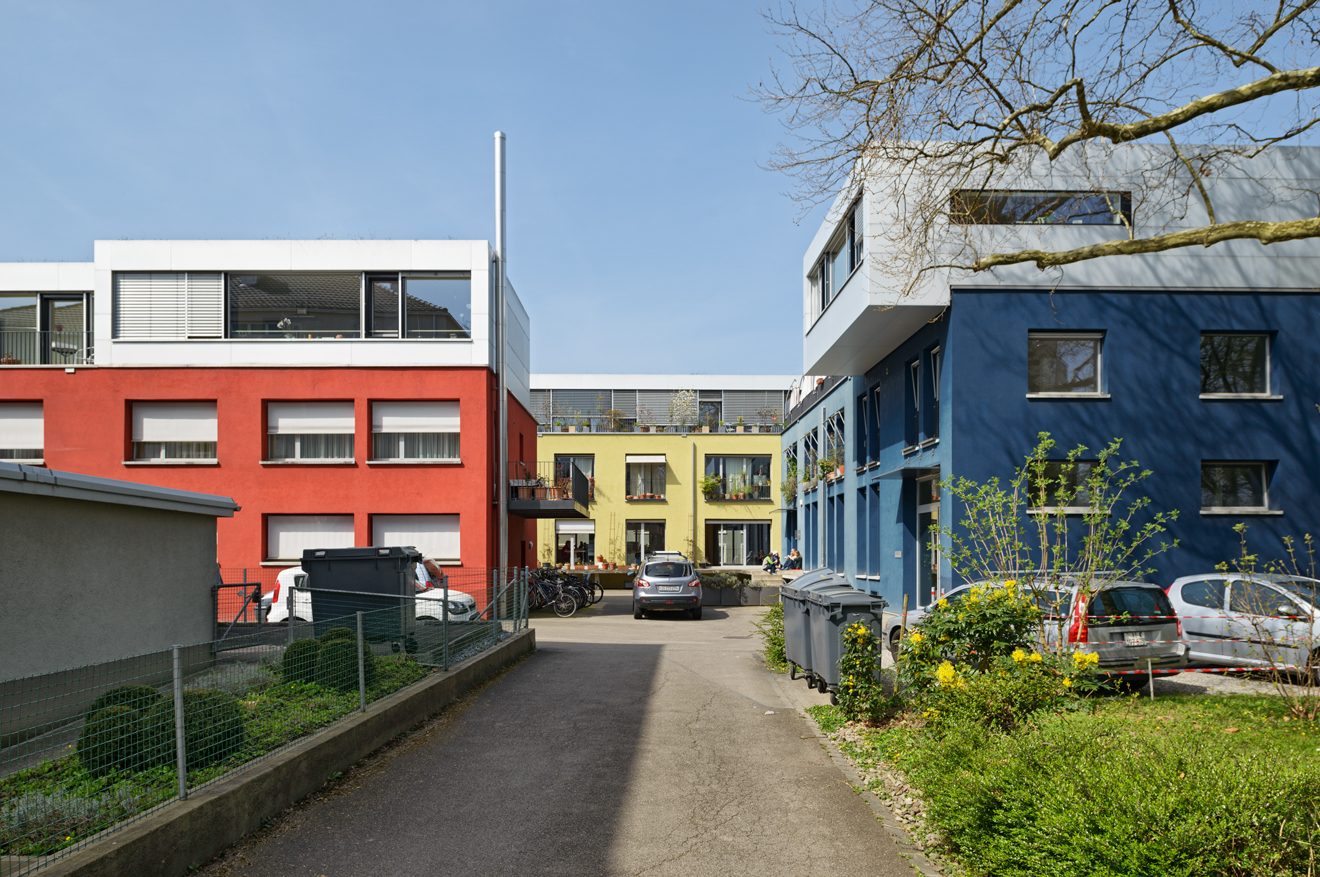
En 1999, la Fundación PWG adquirió una fábrica de pintura en desuso en Albisriederstrasse 182, 184 y la transformó en un espacio residencial y comercial.

- En 1999, la Fundación PWG adquirió una fábrica de pintura en desuso en Albisriederstrasse 182, 184 y la transformó en un espacio residencial y comercial.Neubau Kanzleistrasse 72: 2004 erstellte die Stiftung PWG nach Plänen der Architekten Hauenstein La Roche Schedler in der Kanzleistrasse in Aussersihl einen Neubau mit fünf Wohnungen und zwei Gewerberäumen. Die Architekten hatten bereits ein Bauprojekt zur Füllung der Baulücke erarbeitet. Als die Stiftung PWG die Parzelle 1999 erwarb, übernahm sie dieses und führte das Bauvorhaben aus.
- Neubau Hohlstrasse 78: Im Jahr 2005 weihte die Stiftung PWG an der Bäckeranlage einen vielbeachteten Neubau des Architekten Peter Märkli ein. Anstelle der als «Alkitreff» bekannten Kneipe «Schönau» entstanden neun Wohnungen für mittelständische Familien sowie ein Restaurant. Das Bauwerk erhielt die Auszeichnung für gute Bauten der Stadt Zürich 2002 bis 2005.
- Neunutzung Aussersihler Viadukt: Das bisher grösste und ambitiöseste Bauvorhaben der Stiftung PWG stellt die Neunutzung des Aussersihler Viadukts im ehemaligen Industriequartier Kreis 5 dar. Unter dem Label «IM VIADUKT» vermietet die Stiftung PWG seit September 2010 im denkmalgeschützten Bahnviadukt aus der Gründerzeit 46 Läden, Ateliers und Gastronomielokale, darunter die erste Markthalle der Stadt Zürich.[4] 2004 hatten die Stadt Zürich und die SBB einen Architekturwettbewerb ausgeschrieben, welchen das Büro EM2N gewann. Im Jahr darauf kam die Stiftung PWG mit ins Boot und entwickelte die Idee der Markthalle und der weiteren Gewerbenutzungen IM VIADUKT, welche das Quartier aufwerten.
- Erneuerung und Anbau Militärstrasse 115: 2006 erwarb die Stiftung PWG im Kreis 4 an der Militärstrasse 115 eine sanierungsbedürftige Liegenschaft mit Erweiterungspotenzial. Nach Prüfung verschiedener Szenarien schrieb sie 2009 einen Architekturwettbewerb unter sieben Büros aus, den Darlington Meier Architekten aus Zürich gewannen. Als Ankermieterin konnte das Jugendwohnnetz gewonnen werden, das an diesem zentralen Ort eine Cluster-Wohnung mit 17 WG-Zimmern für Jugendliche und junge Erwachsene in Ausbildung realisieren wollte. Die über mehrere Stockwerke reichende Grosswohnung ergänzen Gewerbenutzungen, welche das Quartier beleben. Der Spatenstich für die Sanierung und den Ergänzungsneubau erfolgte im Mai 2012, der Bezug im September 2013.

- mini|El nuevo edificio premiado en Waldmeisterweg 3, 5 se considera un buen ejemplo de construcción densa.Renovación y ampliación Sihlweidstrasse 20, 22, 24: Las propiedades en Sihlweidstrasse 20, 22, 24 en Leimbach. Las casas existentes de 1975 necesitaban una nueva fachada. Además, gracias a las reservas de utilización, la oferta actual de 24 apartamentos se puede aumentar a más de la mitad. El estudio de Zurich Guignard & Saner Architekten consiguió el contrato de arquitectura en un concurso convocado a principios de 2012. La solicitud de construcción tuvo lugar en octubre de 2012. Las objeciones retrasaron el proyecto de construcción, pero la ceremonia de inauguración finalmente tuvo lugar en julio de 2016. Los 14 nuevos apartamentos se terminaron y ocuparon en el verano de 2018.

- Sustitución del nuevo edificio en Waldmeisterweg 3, 5: El nuevo edificio sustituye a un edificio de sólo 8 viviendas que se encontraba al final de su vida útil. En noviembre de 2012, la Fundación PWG anunció el concurso de arquitectura, que ganó el joven estudio Lütjens Padmanabhan. Posteriormente, las incertidumbres sobre las nuevas normas de zonas de construcción (BZO) retrasaron la planificación del proyecto. La ceremonia de inauguración tuvo lugar a principios de abril de 2017. Los 21 apartamentos compactos fueron ocupados en diciembre de 2018. El nuevo edificio recibió el Premio de Arquitectura del Cantón de Zúrich en 2019 y del 2016 al 2020 el Premio a la Buena Construcción de la ciudad de Zúrich.

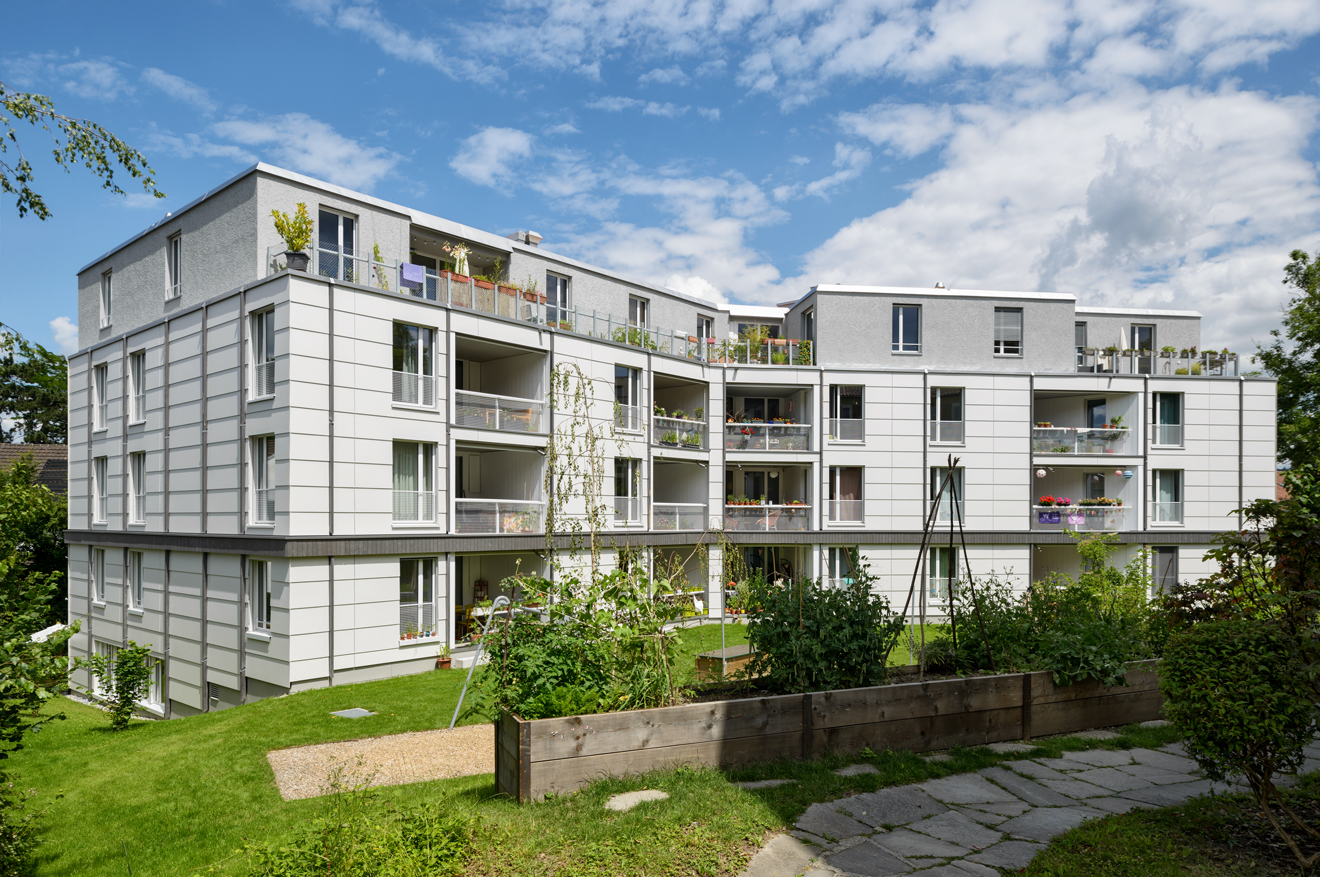
El nuevo edificio premiado en Waldmeisterweg 3, 5 se considera un buen ejemplo de construcción densa.

- Nuevo edificio Witikonerstrasse 517, 519, 521: La Fundación PWG posee desde 2012 un terreno en Witikon que, además de un edificio de apartamentos, también contaba con considerables reservas de uso. Estos se utilizaron para un nuevo edificio, mientras que el edificio de apartamentos existente permaneció intacto. Baumberger & Stegmeier Architects de Zurich obtuvo el contrato de estudio anunciado. Los trabajos de construcción duraron desde principios de 2018 hasta el verano de 2020. Debido a la pandemia de Covid-19, el apartamento modelo proporcionado no pudo verse. Sin embargo, los 38 apartamentos fueron adjudicados en poco tiempo.

- Edificio de sustitución en Freihofstrasse 32, 34: Cuando la fundación adquirió los edificios en Freihofstraße en 1992, se encontraban en bastante malas condiciones. Además, la propiedad permitió una utilización significativamente mayor. En 2015, finalmente se anunció un concurso de arquitectura para un edificio de reemplazo, que ganó Edelaar Mosayebi Inderbitzin. Diseñaron un edificio con apartamentos sencillos y muy compactos para inquilinos que desean mantener un estilo de vida que ahorre recursos (consumo mínimo de energía, sin coche, espacio reducido para vivir). Las obras de construcción comenzaron en noviembre de 2017 y la ceremonia de finalización se celebró un año después. Los 33 apartamentos, para los que se presentaron 500 posibles inquilinos, fueron ocupados en julio y agosto de 2019.
- Edificio de sustitución en Rautihalde 15, 19: El edificio anterior de 1959 fue en malas condiciones y también se le permitieron reservas de utilización para un nuevo edificio con casi un 40% más de espacio habitable. La Fundación PWG buscó un proyecto adecuado en un concurso de arquitectura. El joven equipo Fiederling Habersang Architects ganó a finales de 2015. En septiembre de 2018 tuvo lugar la ceremonia de inauguración del nuevo edificio con 33 apartamentos compactos, que fueron ocupados casi dos años después. El nuevo edificio recibió el premio a las buenas construcciones de la ciudad de Zúrich entre 2016 y 2020.
- Edificio de sustitución en Ackersteinstrasse 172: El edificio construido en 1933 está en malas condiciones y las reservas de utilización permiten disponer de más espacio habitable. Por ello se lanzó un concurso de arquitectura anónimo para un nuevo edificio con al menos 6 apartamentos asequibles, que ganó el estudio Scheidegger Keller Architects. En septiembre de 2021, el patronato aprobó el préstamo para la construcción.

- Edificio de sustitución en Flüelastrasse 16: el edificio comercial de 1944 es propiedad de la Fundación PWG desde 2011. Tiene un balance energético deficiente y la propiedad permite un mayor aprovechamiento. Por este motivo, en 2020 se convocó un concurso anónimo para un nuevo edificio de sustitución, que ganó el socio de arquitectos BS+EMI y EBP Suiza como equipo de planificación general. Se crearán espacios de alquiler para empresas que hagan una contribución importante a la ciudad. En abril de 2022, el patronato aprobó el préstamo para la construcción.
- Nuevo edificio en Hädrichstrasse 12 / Flurstrasse 115: Además de un edificio comercial, la Fundación PWG proyecta un nuevo edificio con apartamentos asequibles de 2,0 a 4,5 habitaciones. El equipo de Esch Sintzel Architects ganó el concurso de planificación general de 2021.
- Remodelación de Schärenmoosstrasse 115, 117: en marzo de 2022, la Fundación PWG convocó un concurso de proyectos, tras la precalificación, para convertir el edificio de oficinas en un espacio habitable. Se permiten de 12 a 18 equipos. A través de un concurso de proyectos anónimo y selectivo se buscó un equipo de planificación general y un proyecto óptimo en términos de beneficios, economía y ecología. Las medidas de renovación tienen como objetivo permitir conceptos de uso que, por un lado, promuevan los encuentros vecinales en el distrito y, por otro lado, promuevan las comunidades de viviendas. El estudio de arquitectura Studio Trachsler Hoffmann ganó el concurso junto con Seforb Civil Engineers y Mettler Landschaftsarchitektur.[5]

## Proyectos adicionales

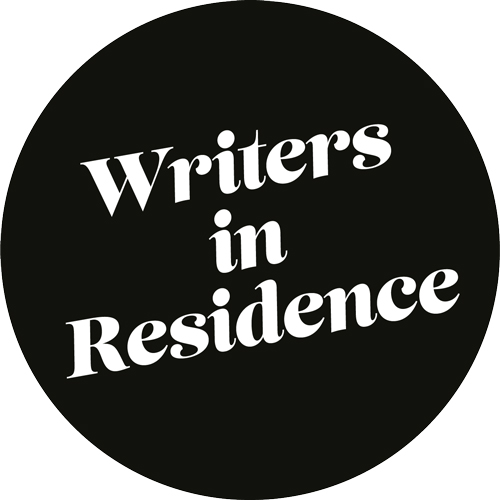
Desde 2010, la Fundación PWG acoge a autores cambiantes del extranjero.

Con motivo de su 20º aniversario, la Fundación PWG lanzó junto con el Literaturhaus Zürich En otoño de 2010, el proyecto “Escritores en residencia”. Los becarios cualificados pueden concentrarse intensamente durante seis meses en su actividad literaria en la ciudad de Zúrich. Después de que el proyecto se limitara inicialmente a finales de 2015, se prorrogó hasta nuevo aviso.
En nombre de la ciudad de Zúrich, la Fundación PWG gestiona desde noviembre de 2012 Aproprio, el centro de asesoramiento de la ciudad de Zúrich para inquilinos que desean comprar. En el primer año de funcionamiento se realizaron 17 consultas. En un caso, los inquilinos pudieron comprar su edificio residencial como cooperativa.. Después de que el ayuntamiento retirara del presupuesto el tramo anual de 2014 de 150.000 francos para el centro de asesoramiento el 11 de diciembre de 2013, las operaciones tuvieron que cesar a finales de 2013. Una operación piloto de tres años debería haber demostrado la necesidad y los beneficios del centro de asesoramiento.

## Organización
Junta directiva (19 miembros) y convertirse en presidente de Gemeinderat la ciudad de zurich Parteienproporz elegido para un mandato de cuatro años. El comité de cinco miembros elegido por el consejo directivo gestiona la fundación y su oficina junto con el director general. La oficina gestiona y desarrolla la cartera inmobiliaria de la Fundación PWG. La fundación está obligada a presentar el presupuesto y las cuentas anuales al ayuntamiento para su aprobación.

## Enlaces web
- Offizielle Website
- www.writers-in-residence.ch – Programa de apoyo a los autores de la Fundación PWG y la Literaturhaus Zurich